# Sharon Robinson
Sharon Teresa Robinson, née en 1958 à San Francisco, est une chanteuse américaine, claviériste, auteure-compositrice et productrice de musique. Elle est surtout connue par ses collaborations avec Leonard Cohen, bien qu’elle ait aussi écrit pour de nombreux autres artistes comme Aaron Neville, Diana Ross, Don Henley, Randy Crawford, Roberta Flack et The Temptations entre autres.

## Biographie
Elle excelle à l'école et comme demi-finaliste du National Merit elle gagne une bourse pour le Salem College en Virginie-Occidentale. À la moitié du chemin de sa formation diplômante, la musique est plus attirante et elle quitte l'école pour une tournée de plusieurs années. Le surmenage la fait reprendre des études de musique au California Institute of the Arts.
Elle est choriste pour les tournées de Leonard Cohen en 1979 et 1980, puis à nouveau en 2008, 2009 et 2010. Ils écrivent ensemble les chansons Everybody Knows, I'm Your Man et Waiting for the Miracle, parues en 1988 et en 1992. En 2001 elle coécrit, produit et orchestre l'album Ten New Songs. Sharon Robinson contribue aussi à trois chansons de l'album de Leonard Cohen paru en 2004 intitulé Dear Heather, et chante en duo avec lui sur The Letters.
Elle reçoit un Grammy Awards en 1985 pour la chanson New Attitude (de la bande sonore du film Le Flic de Beverly Hills), enregistrée par Patti LaBelle.

## Discographie

### Albums
Leonard Cohen

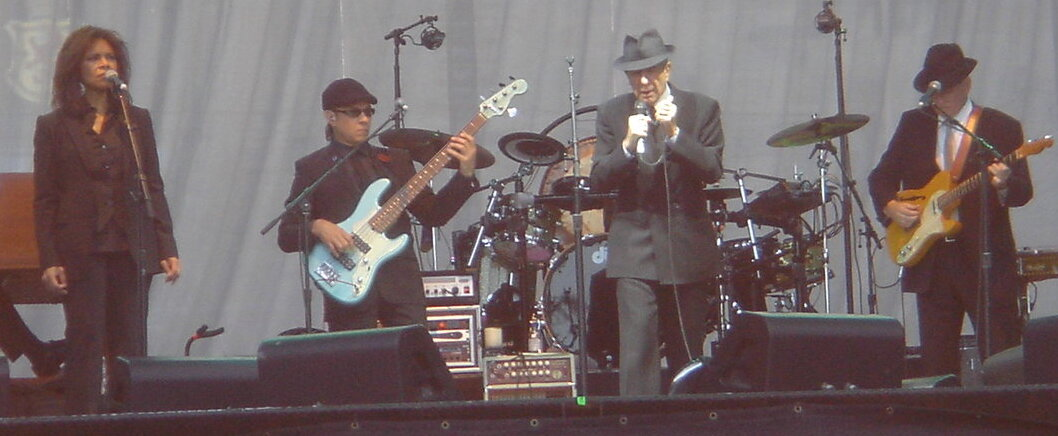
Sharon Robinson en scène avec Léonard Cohen pendant le concert du Château d'Édimbourg, 16 juillet 2008.

- I'm Your Man  (1988, a écrit et composé une chanson, Everybody Knows)
- The Future (1992, coauteure sur une chanson, Waiting For The Miracle)
- Cohen Live: Leonard Cohen In Concert (1994, coauteure sur une chanson, Everybody Knows)
- Field Commander Cohen: Tour of 1979  (2000, chœurs)
- Ten New Songs (2001) (Écriture, composition, claviers, synthés, chant, arrangements)
- Dear Heather (2004; chœurs, arrangements)
- Live in London (en), (2009, chœurs)
- Songs from the road (en), (2010, chœurs)
- Old Ideas, (2012, chœurs, basse synthé)
- Live in Dublin (2014, chœurs) Aussi en DVD.
- Can't Forget: A Souvenir of the Grand Tour (en) (2015, chœurs)
- Thanks for the Dance ( 2019, percussions et chant sur une chanson) - Avec Daniel Lanois.

Solo
- Everybody Knows (2008) - Sharon Robinson Songs
- Invisible Tattoo/Party For The Lonely/Summertime EP (2009) - Freeworld
- Caffeine (2015) - Freeworld